# Банное (Республика Алтай)
Банное — село в Усть-Коксинского района Республики Алтай России. Входит в состав Карагайского сельского поселения.

## География
Расположено в приграничной территории юго-западной части Республики Алтай в горно-степной зоне и находится у реки Кокса.
Уличная сеть состоит из восьми географических объектов: ул. Ёлочная, ул. Зелёная, ул. Лесная, ул. Набережная, ул. Первомайская, ул. Полевая, ул. Солнечная, ул. Центральная.

## Население
| 2010 | 2011 | 2012 | 2013 | 2014 | 2015 |
| ---- | ---- | ---- | ---- | ---- | ---- |
| 324  | ↗325 | ↘318 | ↗328 | ↗336 | ↘331 |
| 2016 |      |      |      |      |      |
| ↗332 |      |      |      |      |      |

Национальный состав
Согласно результатам переписи 2002 года, в национальной структуре населения алтайцы составляли 67 %, русские 29 % от общей численности населения в 377 жителей

## Инфраструктура
Личное подсобное хозяйство. Животноводство.

## Транспорт
Автодорога регионального значения «Соузар — Банное» (идентификационный номер 84К-97) (Постановление Правительства Республики Алтай от 12.04.2018 N 107 «Об утверждении Перечня автомобильных дорог общего пользования регионального значения Республики Алтай и признании утратившими силу некоторых постановлений Правительства Республики Алтай»).